# Weitschatiella
Weitschatiella is een geslacht van wantsen uit de familie van de Tingidae (Netwantsen). Het geslacht werd voor het eerst wetenschappelijk beschreven door Heiss in 2002.

## Soorten
Het genus is monotypisch en bevat alleen de volgende soort:

- Weitschatiella elenae Heiss, 2002